# NOTAM
NOTAM - NOtice To Airmen (NOTAMs) er fællesbetegnelsen for ændringer i gældende operative procedurer indenfor luftfart. NOTAMs udstedes af den myndighed der har ansvaret for det område NOTAMen vedrører og den kan være gældende både for en kortere periode og permanent. Relevant myndighed er enten Trafikstyrelsen, Naviair eller en lufthavn / flyveplads.

Eksempel på NOTAM udstedt for EKAH - Århus/Tirstrup:

B2274/14 NOTAMN Q) EKDK/QMKLT/IV/M /A /000/999/5618N01037E005 A) EKAH B) 1411010500 C) 1503311200EST E) GRASS PARKING CLOSED.

Og for Copenhagen FIR:

D1458/14 NOTAMN Q) EKDK/QOLAS/IV/M /E /000/008/5730N01018E005 A) EKDK B) 1412221230 C) 1501161200EST E) TOLNE OBST LIGHT MAST OUT OF SERVICE. PSN 573001N0101806E, ELEV 724FT, HGT 527FT LIH FLG W.